# Водосховища Полтавської області
Водосховища Полтавської області — водосховища, які розташовані на території Полтавської області (в адміністративних районах і басейнах річок) — без «транзитних» Кременчуцького та Кам'янського водосховищ .
На території Полтавської області налічується — 69 водосховищ, загальною площею понад — 6470 га, з повним об'ємом — 149,9 млн м³.

## Загальна характеристика
Територія Полтавської області становить 28,8 тис. км² (4,8 % площі України).
Область повністю розташована в басейні Дніпра.
Гідрографічна мережа Полтавської області включає велику річку Дніпро (145 км в межах області), а також притоки Дніпра — середні річки — Сула, Удай, Оржиця, Псел, Хорол, Ворскла, Мерло, Оріль. Основними джерелами водних ресурсів області є річки Сула, Псел, Ворскла, Оріль та їх притоки, а також Кременчуцьке та Кам'янське водосховища.
У Полтавській області налічується 69 водосховищ з повним об'ємом 149,9 млн м³, з яких одне (Погребівське у Глобинському районі) — об'ємом понад 10 млн м³. Використовуються вони, в основному, комплексно, або для зрошення і риборозведення, культурно-побутових цілей.
В межах області працює п'ять малих гідроелектростанцій(ГЕС), а саме: на річці Псел — Шишацька, потужністю 550 кВт, Остап'євська, потужністю 300 кВт, Сухорабівська, потужністю 330 кВт; на річці Ворскла — Опішнянська потужністю 230 кВт, Кунцівська потужністю 400 кВт.

## Наявність водосховищ (вдсх) у межах адміністративно-територіальних районів Полтавської області[1]
| Район, місто       | Кількість вдсх, шт. | Площа вдсх, га | Об'єм вдсх — повний, млн м³ | Об'єм вдсх — корисний, млн м³ | В оренді, шт. | В оренді, га |
| ------------------ | ------------------- | -------------- | --------------------------- | ----------------------------- | ------------- | ------------ |
| Великобагачанський | 6                   | 481            | 15,2                        | 11,7                          | 1             | 105          |
| Гадяцький          | 4                   | 297            | 6,5                         | 5,1                           | 2             | 96           |
| Глобинський        | 4                   | 922            | 16,5                        | 11,0                          | -**           | -            |
| Гребінківський     | 4                   | 418            | 10,9                        | 9,7                           | -             | -            |
| Диканський         | 3                   | 305            | 6,2                         | 5,6                           | 3             | 305          |
| Зіньківський       | 1                   | 95             | 1,5                         | 1,1                           | -             | -            |
| Карлівський        | 4                   | 249            | 7,0                         | 4,4                           | 4             | 249          |
| Кобеляцький        | 1                   | 268            | 4,5                         | 3,8                           | -             | -            |
| Козельщинський     | -*                  | -              | -                           | -                             | -             | -            |
| Котелевський       | 1                   | 73             | 1,6                         | 1,1                           | -             | -            |
| Кременчуцький      | 1                   | 159            | 2,1                         | 1,5                           | 1             | 159          |
| Лохвицький         | 2                   | 56             | 3,2                         | 2,8                           | 1             | 32           |
| Лубенський         | 1                   | 148            | 4,7                         | 3,5                           | -             | -            |
| Машівський         | 6                   | 362            | 8,6                         | 7,3                           | 6             | 362          |
| Миргородський      | 5                   | 643            | 11,7                        | 6,3                           | 4             | 474          |
| Новосанжарський    | 2                   | 171            | 2,7                         | 2,1                           | -             | -            |
| Оржицький          | 1                   | 66             | 1,1                         | 0,9                           | -             | -            |
| Пирятинський       | 1                   | 127            | 4,3                         | 3,4                           | 1             | 125          |
| Полтавський        | 5                   | 351            | 7,5                         | 6,0                           | 3             | 134          |
| Решетилівський     | 2                   | 109            | 2,4                         | 1,8                           | -             | -            |
| Семенівський       | 2                   | 432            | 10,7                        | 8,1                           | 1             | 262          |
| Хорольський        | 3                   | 108            | 3,9                         | 2,9                           | 3             | 109          |
| Чорнухинський      | -                   | -              | -                           | -                             | -             | -            |
| Чутівський         | 5                   | 298            | 7,8                         | 5,8                           | 4             | 267          |
| Шишацький          | 5                   | 332            | 9,2                         | 7,2                           | 1             | 45           |
| Разом              | 69                  | 6470           | 149,9                       | 113                           | 35            | 2724         |

Примітки: -* — немає водосховищ на території району;
-* — немає водосховищ, переданих в оренду.
Понад половину (51 %) водосховищ Полтавської області використовуються на умовах оренди, 22 % — на балансі водогосподарських організацій.

## Наявність водосховищ (вдсх) у межах основнихрайонів річкових басейнівна території Полтавської області[1]
| Район річкового басейну | Кількість вдсх, шт. | Площа вдсх, га | Об'єм вдсх — повний, млн м³ | Об'єм вдсх — корисний, млн м³ | В оренді, шт. | В оренді, га |
| ----------------------- | ------------------- | -------------- | --------------------------- | ----------------------------- | ------------- | ------------ |
| Дніпра, у тому числі    | 69                  | 6470           | 149,9                       | 113,0                         | 35            | 2724         |
| р. Сула                 | 10                  | 857            | 25,8                        | 21,6                          | 3             | 200          |
| р. Ворскла              | 18                  | 1432           | 30,1                        | 23,7                          | 11            | 646          |
| Разом                   | 69                  | 6470           | 149,9                       | 113                           | 35            | 2724         |

В межах району річкового басейну Дніпра розташовано 100 % водосховищ Полтавської області. В басейні р. Ворскла (притока Дніпра) розташовано 28 % водосховищ області, в басейні р. Сула — 14 %.

## Наявність водосховищ (вдсх) об'ємом понад 10млн м³ на території Полтавської області[1]
| Назва водосховища, річки (басейну)                | Місцезнаходження вдсх (населений пункт, район) | Площа вдсх, га | Об'єм вдсх — повний, млн м³ | Об'єм вдсх — корисний, млн м³ |
| ------------------------------------------------- | ---------------------------------------------- | -------------- | --------------------------- | ----------------------------- |
| Погребівське вдсх, р. Сухий Кагамлик (р. Дніпро*) | с. Погреби, Глобинський                        | 580            | 11,4                        | 6,8                           |

Примітка: * — у дужках наведено послідовність впадіння річки, на якій розташовано водосховище, у головну річку.